# 메리 셀러스트호 사건
메리 셀러스트호(영어: Mary Celeste)는 미국의 선장 벤저민 브리그스가 알코올 원액을 싣고 1872년 11월 7일에 뉴욕을 떠나 이탈리아 제노바로 출항한 선박이었다. 도착할 시간이 지났음에도 셀러스트호가 제노바에 도착하지 않자 사람들은 배가 침몰되었거나 해적들에가 나포되었을 것이라고 생각했다. 그러나 1872년 12월 4일 영국 상선 디 그라티아호가 대서양 아소르스 제도 앞바다에서 선장과 선원 모두가 사라진 유령선으로 변한 셀러스트호를 발견하게 되었다. 많은 사람들이 보험금을 노린 자작극, 선원들의 선상 반란 등 다양한 추측을 제기하였으나 이를 뒷받침할 증거는 전혀 없었다.
이 사건은 151년이 지난 현재까지도 선박에 타고 있던 선장들과 선원들은 왜 사라졌는지 그들이 어디에 있는지도 알 수 없는 의문들로 가득한 유령선 미스터리 사건으로 남아있다.

## 사건 발생 전

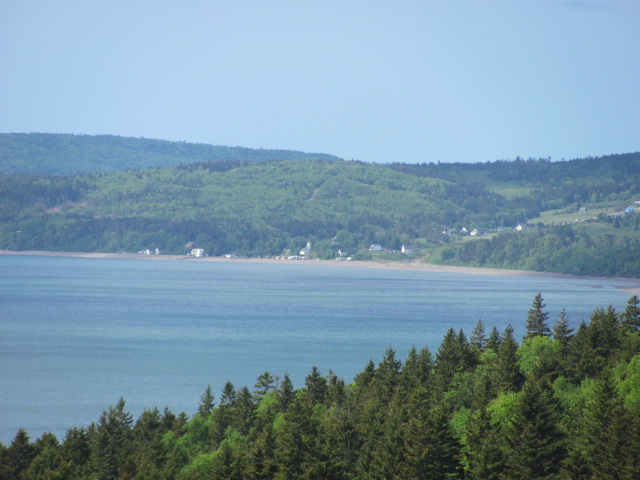
2011년에 촬영된 스펜서 섬

메리 셀러스트호는 1860년 말 노바스코샤 주 스펜서 섬의 조슈야 듀이스에 의해 건조되었다. 이후 1861년 5월 18일 '아마존호'라는 이름이 붙여졌고, 1861년 6월 10일에 인근 파스보로에 등록되었다. 등록 서류에는 범선의 길이 30.3m, 폭 7.8m, 깊이 3.6m, 총 등록 톤수가 198.42라고 기재되어 있었다. 셀러스트호는 드와이스가 이끄는 9명의 사람들로 구성된 지역 컨소시엄에 의해 소유되었고, 공동 소유자 중에는 선박의 첫 선장인 로버트 맥렐런도 있었다. 1861년 6월 첫 항해로 아마존호는 대서양을 가로질러 런던으로 가는 길에 목재를 싣기 위해 노바스코샤의 파이브 아일랜드로 항해했다. 서술하였듯 맥렐런이 선장으로 임명되고 첫 항해를 하였는데 임명된지 9일만에 패렴에 걸려 사망했다. 사망한 맥렐런 선장의 뒤를 이어 존 너팅 파커(John Nutting Parker)가 선장을 맡았고, 런던으로 가는 항해를 재개하였다. 그러나 메인 주 이스트포트(Eastport) 앞바다의 좁은 수로에서 어선과 충돌했으며, 항구로 돌아와 수리를 하던 중에 화재가 발생했다. 캐나다에서 영국으로 가는 첫 대서양 횡단 항해 중 영국의 도버 해협에서 다른 배와 충돌하면서 선장이 해임되었다. 1863년, 파커의 뒤를 이어 윌리엄 톰슨이 1867년까지 지휘권을 유지했다. 아마존호의 한 선원은 나중에 "우리는 서인도 제도, 영국 그리고 지중해로 갔습니다. 이걸 저희가 대외 무역이라고 불렀죠. 특이한 일은 일어나지 않았어요."라고 회상했다. 그러나 1867년 10월, 케이프 브레튼 섬에서, 아마존호는 폭풍우에 해안으로 내몰렸고, 너무 심하게 손상을 입어 아마존호에 타고 있던 사람들은 아마존호를 난파선으로 버려두었다. 10월 15일, 아마존호는 노바스코샤의 글레이스 베이의 알렉산더 맥빈에 의해 발견되었다.

### 소유권 및 이름 변경
한 달도 안 되어 맥빈은 그 난파선을 지역 사업가에게 팔았고, 1868년 11월에는 뉴욕에서 온 미국인 항해사 리처드 W. 헤인스에게 팔았다. 헤인즈는 난파선에 1,750달러를 지불했고, 그 후 복구하는데 8,825달러를 썼다. 1868년 12월, 그는 아마존호의 선장이 되었고, "메리 셀러스트호"라는 새로운 이름의 미국 선박으로 뉴욕항 수집가에 등록되었다.
1869년 10월 선박은 헤인스의 채권자들에 의해 압류되어 제임스 H. 윈체스터가 수장으로 있는 뉴욕 컨소시엄에 매각되었다. 이후 3년 동안 윈체스터가 최소한 절반의 지분을 내내 보유했음에도 불구하고 이 컨소시엄의 구성은 여러 차례 변경되었다. 이 기간 동안 메리 셀러스트호의 무역활동에 대한 기록은 발견되지 않는다. 1872년 초에 배는 10,000달러의 비용으로 대대적인 수리를 거쳤고 이로 인해 배는 전에 비해 길이 31m, 폭 7.8m, 깊이 4.9m로 늘어났다. 구조적인 변화 중에 두 번째 갑판이 추가되었는데, 검사관의 보고서는 고물갑판의 확장, 새로운 트랜섬 및 많은 목재가 교체되었다. 이 수리로 인해 배의 톤수는 282.28로 증가하였다. 1872년 10월 29일 컨소시엄은 6주의 윈체스터와 1주씩 2명의 소액 투자자들로 구성되었으며, 나머지 12주 중 4주는 배의 새로운 선장인 벤저민 브리그스가 보유하고 있었다.

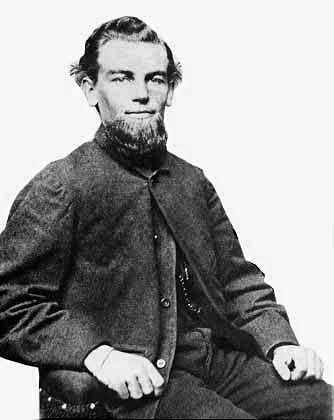
벤저민 브리그스 선장의 모습

### 브리그스 선장과 선원들
벤저민 브리그스는 1835년 4월 24일 메사추세츠 와렘에서 선장 네이선 브리그스의 다섯 아들 중 하나로 태어났다. 아들 중 한 명을 제외한 나머지는 모두 바다로 갔고, 두 명은 선장이 되었다. 벤저민은 성경을 정기적으로 읽는 기독교인이었고 기도회에서 종종 그의 신앙을 알 수 있었다. 1862년, 그는 그의 사촌인 세라 엘리자베스 코브과 결혼했고, 그의 스쿠너 포레스트 킹에 승선하여 지중해 신혼여행을 즐겼다. 이후 1865년 9월에 아서(Arthur)와 1870년 10월에 소피아 마틸다(Sophia Matilda)라는 두 자녀가 태어났다.
소피아가 태어났을 무렵, 브리그스는 그의 직업에서 높은 지위를 얻었다. 브리그스는 방황하는 삶에 지쳐버린 자신의 형제 올리버와 사업을 시작하기 위해 바다에서 은퇴하는 것을 고려했다. 그들은 이 계획을 진행하지 않았지만, 각자 모은 돈을 배 한 척에 투자했다. 올리버는 '줄리아 A. 할록'에, 벤저민은 '메리 셀러스트호'에 투자했다. 1872년 10월, 벤저민은 뉴욕에서 대대적인 수리를 마친 후 첫 항해를 위해 메리 셀러스트호의 지휘를 맡아 이탈리아 제노바로 향했다. 그는 아내와 어린 딸이 동행하도록 주선했고, 학령기인 아들은 집에 남겨져 할머니의 보호를 받았다.
브리그스는 이번 항해를 위해 선원을 신중하게 선택했다. 1등 항해사 앨버트 G. 리처드슨은 윈체스터의 조카딸과 결혼했으며, 전에 브리그스 휘하에서 항해한 적이 있다. 2등 항해사 앤드루 길링(Andrew Gilling, 약 25세)은 뉴욕에서 태어났으며 덴마크계였다. 새로 결혼한 에드워드 윌리엄 헤드 관리인은 윈체스터(Winchester)로부터 개인적인 추천을 받아 계약을 맺었다. 네 명의 일반 선원인 볼케르트와 보즈 로렌젠 형제, 아리안 마르텐스, 고트리브 구드샬은 프리지아 제도 출신의 독일인이었다. 후에 나온 증언에선 그들을 "평화로운 일류 선원"으로 묘사했다. 항해 직전 자신의 어머니에게 보낸 편지에서 브리그스는 배와 선원들에 대해 대단히 만족한다고 밝혔다. 세라 브리그스는 어머니에게 선원들이 "시작한 대로 계속한다면" 조용히 해낼 수 있을 것 같다고 말했다.

## 사건 발생

### 뉴욕

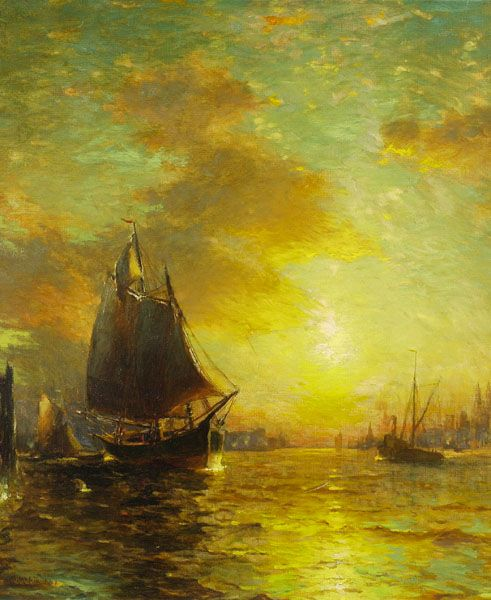
19세기 뉴욕 항구를 표현한 조지 맥코드의 그림

1872년 10월 20일, 브리그스는 1,701배럴의 알코올 원액 선적을 감독하기 위해 뉴욕시 이스트 강에 있는 50번 부두에 도착했다. 일주일 후 아내와 어린 딸이 그와 합류했다. 11월 3일 일요일, 브리그스는 어머니에게 편지를 보내 화요일에 떠날 생각이라며, "우리 배는 아름다운 상태이며, 저는 우리가 좋은 항해를 할 수 있기를 바랍니다." 라고 덧붙였다.
1872년 11월 5일 화요일 아침, 메리 셀러스트호는 브리그스와 그의 아내, 딸, 그리고 일곱 명의 선원들과 함께 50번 부두를 떠나 뉴욕항으로 이동했다. 그러나 날씨가 안 좋았고, 이에 브리그스는 날씨가 좋아질 때까지 기다리기로 결정했다. 그는 배를 스태튼 섬 바로 앞에 정박시켰는데, 사라는 그곳에서 지연을 이용해 시어머니에게 마지막 편지를 보냈다. "아서에게 말하세요," 그녀는 "저는 그에게서 받을 편지들에 크게 의지하고, 그가 듣고 싶어하는 항해에서 일어나는 모든 일들을 기억하려고 노력할 겁니다."라고 썼다.
메리 셀러스트호가 항해를 준비하는 동안 캐나다의 상선 디 그라티아호는 지브롤터를 거쳐 제노바로 가는 석유 화물을 기다리며 뉴저지주 호보컨에 있었다. 선장 데이비드 모어하우스와 1등 항해사 올리버 드보는 노바스코샤 출신으로, 경험이 풍부하고 존경받는 선원이었다. 브리그스 선장과 모어하우스 선장은 서로 같은 관심사를 공유했고, 몇몇 작가들은 그들이 무심코라도 서로를 알고 있었을 가능성이 높다고 생각한다. 일부 기록에서는 메리 셀러스트호가 떠나기 전날 저녁에 함께 식사를 한 친한 친구였다고 주장하지만, 이에 대한 증거는 사건이 있은 지 50년이 지난 후 모어하우스의 미망인이 기억한 것에 한정된다. 디 그라티아호는 11월 15일에 메리 셀러스트호가 출항한 이후 8일 만에 같은 일반 항로를 따라 지브롤터로 출발했다.

### 유령선 발견
디 그라티아호는 1872년 12월 4일 수요일 오후 1시경(해상시간으로 12월 5일 목요일)에 아조레스 해협과 포르투갈 해안 사이의 중간 지점인 북위 38° 20′  서경 17° 15′  / 북위 38.333°  서경 17.250° 에 도달하였다. 모어하우스 선장이 갑판에 올라왔고, 조타수는 어떤 범선이 약 9.7km 떨어진 곳에서 불안정하게 디 그라티아를 향해 오고 있다는 것을 보고했다. 배는 좌우로 약간씩 흔들리며 움직이고 있었는데, 뱃머리의 삼각돛대와 앞 돛대의 스테이 세일만 펼친 기이한 모습으로 달리고 있었다. 뭔가 이상함을 느낀 모어하우스 선장이 배에 신호를 보내도 아무 응답이 없었다. 선박이 가까워지자 갑판에 사람이 없다는 것을 알아차렸다. 신호에 대한 응답도 받지 못했기 때문에 조사를 위해 드보와 2등 항해사 존 라이트를 배의 보트로 보냈다. 두 명은 이 기이하게 항해하고 있는 범선의 이름을 알아내는데 성공하였는데, 그 배는 바로 메리 셀러스트호였다.

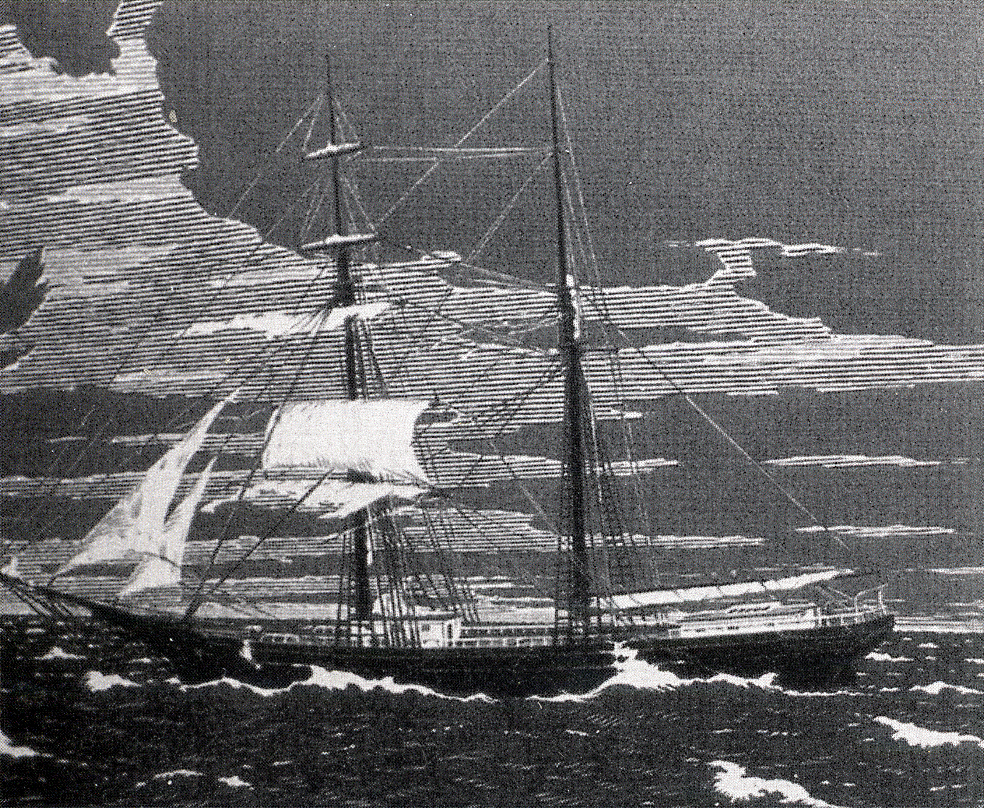
발견될 당시의 메리 셀러스트호를 묘사한 판화

그 후 그들은 배에 올라탔고 배가 버려진 것을 발견했다. 돛들은 부분적으로 세팅되어 있었고 상태가 좋지 않았으며, 일부는 아예 없어진 상태였으며, 연결고리의 많은 부분이 손상되었고, 밧줄은 측면에 느슨하게 매달려 있었다. 메인 해치 커버는 안전했지만, 앞 부분과 레이저렛 해치가 열려 있었고, 덮개는 갑판 위에 있었다. 배의 유일한 구명정이 사라져 있었고, 배의 나침반은 깨져 있었다. 물의 수면이 1.1m나 될 정도 차있었지만, 이는 배의 크기를 고려하면 그리 놀랄만한 양은 아니었다. 게다가 물이 이 정도나 차올랐음에도 항해는 가능한 상태였다. 갑판 위에 임시 사운딩 로드(저장소의 물의 양을 측정하는 장치)가 버려진 채 발견됐다.
항해사의 선실에서 배의 항해일지를 찾았고, 마지막으로 기록된 날짜는 배가 발견되기 9일 전인 11월 25일 오전 8시였다. 당시 디 그라티아호가 셀러스트호를 마주친 지점으로부터 거의 740km 떨어진 아조레스 제도의 산타 마리아 섬 앞바다에서 북위 37° 1′  서경 25° 1′  / 북위 37.017°  서경 25.017° 로 메리 셀러스트호의 위치를 기록했다. 드보는 선실 내부가 출입문과 채광창을 통해 들어온 물로 인해 축축하고 어수선하지만, 그 외에는 문제가 없다고 보았다. 그는 침대 밑에서 피복을 입힌 검을 포함하여 브리그스의 선실 주변에 흩어져 있는 개인 물품들을 발견했지만, 대부분의 배의 서류들은 선장의 항해 도구들과 함께 없어진 상태였다. 화재나 폭력의 흔적은 찾아볼 수 없었으며, 구명정으로 탈출하였기에 구명정이 사라진게 아닐까 하고 의심했다. 드보는 이러한 발견을 모어하우스 선장에게 보고했고, 모어하우스는 버려진 배를 1,100km 떨어진 지브롤터까지 가져오기로 결정했다.

## 진상조사

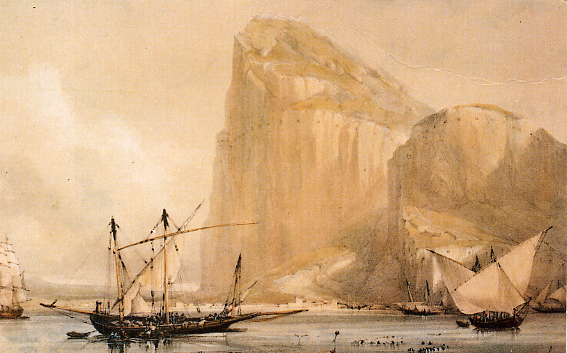
19세기의 지브롤터 모습

진상조사는 1872년 12월 17일, 지브롤터 대법원장 제임스 코크레인 경(Sir James Cochrane)의 주도로 지브롤터에서 시작되었다. 조사는 지브롤터의 법무장관이자, 여왕의 해군감호실의 감독관이었던, 프레드릭 설리-플러드에 의해 진행되었다. '플러드'는 '메리 셀러스트호 사건'의 역사학자들에 의해 '오만함과 거만함이 IQ에 반비례하는 사람' 그리고 '어떤 일에 대해 일단 결정을 내리면, 마음을 바꿀 수 없는 사람'으로 묘사했다. 드보와 라이트의 증언은 플러드가 범죄가 저질러졌다는 것을 명백하게 확신시켰는데, 뉴욕 해운 코머셜 리스트가 12월 21일에 채택한 믿음은 "추론은 어딘가에 반칙이 있었고, 술이 그 밑바닥에 있다는 것이다."라고 말했다.
12월 23일, 플러드는 메리 셀러스트호에 대한 조사를 명령했고, 이 조사는 선박 조사원 존 오스틴이 잠수부인 리카리도 포르투나토의 도움을 받아 수행했다. 오스틴은 뱃머리 양쪽에 있는 상처가 날카로운 도구에 의한 것이라고 생각했고, 선장의 검에서 피의 흔적을 발견했다. 그의 보고서는 그 자리에서 직립으로 발견된 재봉틀 기름 바이알을 인용하면서, 배가 폭우에 맞은 것 같지는 않다고 강조했다. 오스틴은 바이알이 폐기된 이후 교체되었을 수도 있다는 것을 인정하지 않았고, 법원도 이 점을 제기하지 않았다. 포르투나토는 선체에 대한 보고를 통해 선박이 충돌하거나 좌초되지 않았다고 결론을 내렸다. 영국 해군 함장들에 의한 추가 조사는, 뱃머리에 난 상처들이 의도적으로 생긴 것이라는 오스틴의 의견을 뒷받침해 주었다. 또한 그들은 배의 난간들 중 하나에서, 피로 추정되는 얼룩들과, 도끼에 찍힌 것으로 추정되는 깊은 자국들도 발견했다. 1873년 1월 22일, 그는 보고서를 런던의 무역위원회에 보냈는데, 선원들이 술을 마셨으며, 만취한 상태에서 브릭스 가족과 선박의 장교들을 살해했다는 자신의 결론을 덧붙였다. 플러드는 모어하우스와 그의 선원들이 무언가를 숨기고 있다고 생각했는데, 구체적으로는 메리 셀러스트가 좀 더 동쪽에 있는 곳에 버려졌다는 것과, 통나무를 조작한 것이라고 생각했다. 그는 메리 셀러스트가 선원이 없는 상태에서 그렇게 멀리 항해를 할 수 있었다는 것을 받아들일 수 없었다.
제임스 윈체스터는 원래대로 라면 메리 셀러스트호가 언제 제노바에 도착하는지 알아보기 위해 1월 15일 지브롤터에 도착했다. 플러드는 윈체스터가 가지고 있지 않은 돈인 15,000달러의 보증금을 요구했다. 윈체스터는 플러드가 자신이 계획적으로 브리그스와 그의 선원들을 살해할 누군가를 끌어들였을 것이라고 생각했다는 것을 알게 되었다. 1월 29일, 플러드와 일련의 첨예한 교류 과정에서 윈체스터는 브리그스의 높은 인격을 증언하고, 브리그스가 배를 버리지 않았을 것이라고 주장했다.

## 같이 보기
- 유령선

## 자료 출처
- Begg, Paul (2007). 《Mary Celeste: The Greatest Mystery of the Sea》. Harlow, Essex: Pearson Education Ltd. ISBN 978-1-4058-3621-0.
- Fanthorpe, Lionel; Fanthorpe, Patricia (1997). 《The World's Greatest Unsolved Mysteries》. Toronto: Hounslow Press. ISBN 978-0-88882-194-2.
- Fay, Charles Edey (1988). 《The Story of the Mary Celeste》. New York: Dover Publications. ISBN 978-0-486-25730-3. Revised edition of book originally published by Peabody Museum, Salem, Massachusetts in 1942.
- Fujiwara, Chris (1998). 《Jacques Tourneur: The Cinema of Nightfall》. Jefferson, North Carolina: McFarland. ISBN 978-1-4766-0811-2.
- Gould, Rupert (1946). 《The Stargazer Talks》. London: Geoffrey Bles. OCLC 4904905.
- Hastings, Macdonald (1972). 《Mary Celeste》. London: Michael Joseph. ISBN 978-0-7181-1024-6.
- Hicks, Brian (2004). 《Ghost Ship: The Mysterious True Story of the Mary Celeste and her Missing Crew》. New York: Random House. ISBN 978-0-345-46665-5.
- Wright, David G (2002). 《Joyita: Solving the Mystery》. Auckland: Auckland University Press. ISBN 978-1-86940-725-4.